# 件

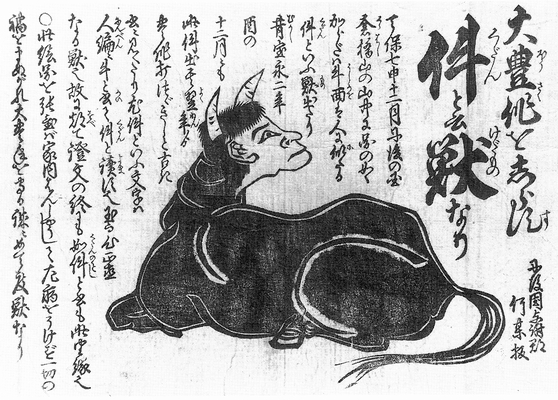
天保7年的瓦版

件（くだん）是日本各地流傳的妖怪。如同「件」（＝人＋牛）之字，是半人半牛之姿的怪物。

## 傳承
形象是人面和牛身的怪物，但是，第二次世界大戰開始也出現牛頭人身之說。
幕末流傳最廣的傳承是牛身、會人語。生後數日死去，但是，在這之間會準確預言作物的收成情況、流行病、乾旱、戰爭等。又，據說件的圖繪可以作為厄除招福的護符。
在其他傳承，「件」在做出準確預言後會立刻死亡。或是會作為大災難的前兆誕生。 
江戶時代至昭和，以西日本為中心在日本各地有各種目撃談。天保7年（1836年）的瓦版有「件」的最初報導「天保7年12月丹後國・倉橋山出現人面牛身的怪物『件』」。明治42年（1909年）6月21日的『名古屋新聞』也報導，10年前五島列島農家的牛產下擁有人面的小牛，在預言「日本會和俄國戰爭」之後死去。第二次世界大戰中，也有許多戰爭、空襲預言的謠傳在各地流傳。

## 台灣的傳說
在台灣，據說也曾經有類似件的人面牛在三角湧（今三峽）出現過，牠預言了大正三年（1914年）會有戰亂，後來果然發生了六甲事件。

## 關連作品
以下是部分件登場的關連作品。

### 小説
- 件 - 内田百間的短編小説。
- 少年陰陽師
- 虛構推理 - 城平京的推理小説。

### 漫画
- 鎌倉物語 - 西岸良平的漫畫。
- 意外 - 熊倉隆敏的漫畫。
- 鬼太郎 - 『鬼太郎國盗物語』第17話。
- 靈異教師神眉 - 原作：真倉翔・作畫：岡野剛的漫畫。第11巻「＃93 預言妖怪・件之巻」。
- 妖怪少爺 - 椎橋寛的漫畫。
- 妖怪醫生 - 佐藤友生的漫畫。
- 妖魔同鄰足洗邸 - みなぎ得一的漫畫。
- 妖怪學校的新人教師 - 田中まい的漫畫。

### 電影
- 妖怪大戰爭（2005年版）

## 脚注
1. ↑  松山ひろし 『壁女-真夜中の都市伝説』 イースト・プレス、2004年、73-74頁。
2. ↑  木原浩勝・岡島正晃・市ヶ谷ハジメ 『都市の穴』 双葉社〈双葉文庫〉、2003年、249頁。
3. ↑  松山ひろし 『壁女-真夜中の都市伝説』 イースト・プレス、2004年、74頁。
4. ↑  何敬堯. . 《妖怪臺灣：三百年島嶼奇幻誌‧妖鬼神遊卷》 (聯經出版公司). 2017年1月5日.

## 關連項目
- 牛之首

人面牛